# Corymica nea
Corymica nea är en fjärilsart som beskrevs av Eugen Wehrli 1939. Corymica nea ingår i släktet Corymica och familjen mätare. Inga underarter finns listade i Catalogue of Life.